# 가천박물관
가천박물관(嘉川博物館)은 가천대 길병원의 유관 기관인 가천문화재단이 운영하는 박물관이다. 1995년 10월 31일 개관하였고 2006년 현재의 자리로 옮겨 재개관하였다. 의료와 관련한 근세 및 근대 유물을 전시하고 있으며 국보 제276호인 초조본 유가사지론 권53을 비롯한 보물을 소장하고 있다.

## 소장품
가천박물관은 의료 생활사를 주제로 한 전문 박물관으로 11,000여 점에 이르는 의서 및 고서, 3,200여 점의 의료 관련 유물을 보관하고 있으며 국보 제276호 초조본유가사지론 권53을 비롯한 15점의 국가지정문화재를 소장하고 있다.
가천박물관이 소장하고 있는 국가지정문화재는 다음과 같다.
- 국보 제276호 초조본 유가사지론 권53
- 보물 제1716호 중수정화경사증류비용본초 권17
- 보물 제1250호 세의득효방 권10~11
- 보물 제1249호 간이벽온방
- 보물 제1227호 식물본초
- 보물 제1209호 우주두율
- 보물 제1208호 춘추경좌씨전구해 권 제60∼70
- 보물 제1207호 산거사요
- 보물 제1205호 초조본대방광불화엄경주본 권 제67, 77
- 보물 제1180호 신응경
- 보물 제1179호 태산요록
- 보물 제1178호 향약제생집성방
- 보물 제1155호 재조본 경률이상 권1
- 보물 제1154호 대방광불화엄경 정원본 권31
- 보물 제1206호 초조본 십주비바사론 권17

## 관람 시간
- 오전 9시 - 오후 5시 (월요일 휴관)

## 사진

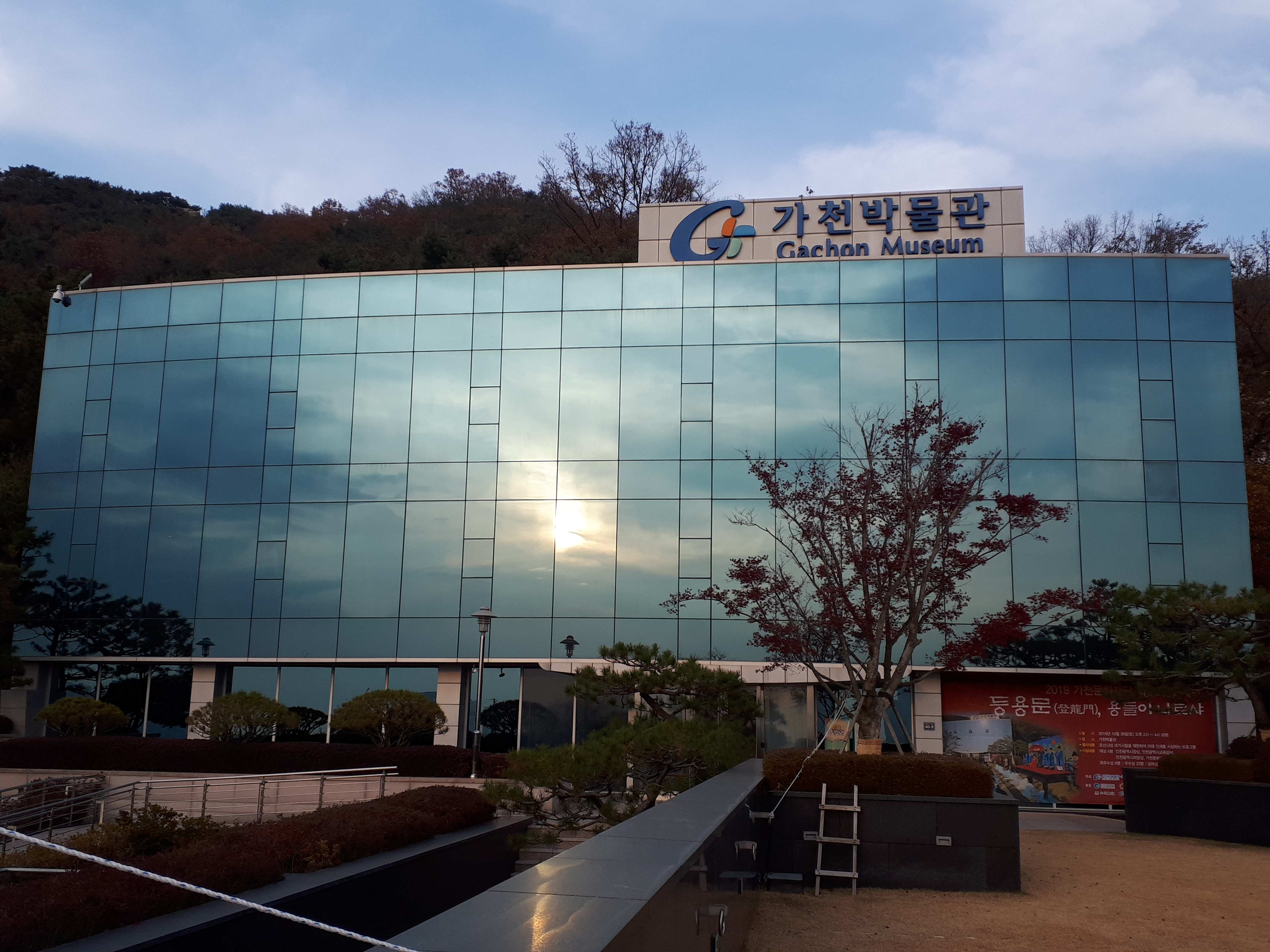
가천박물관
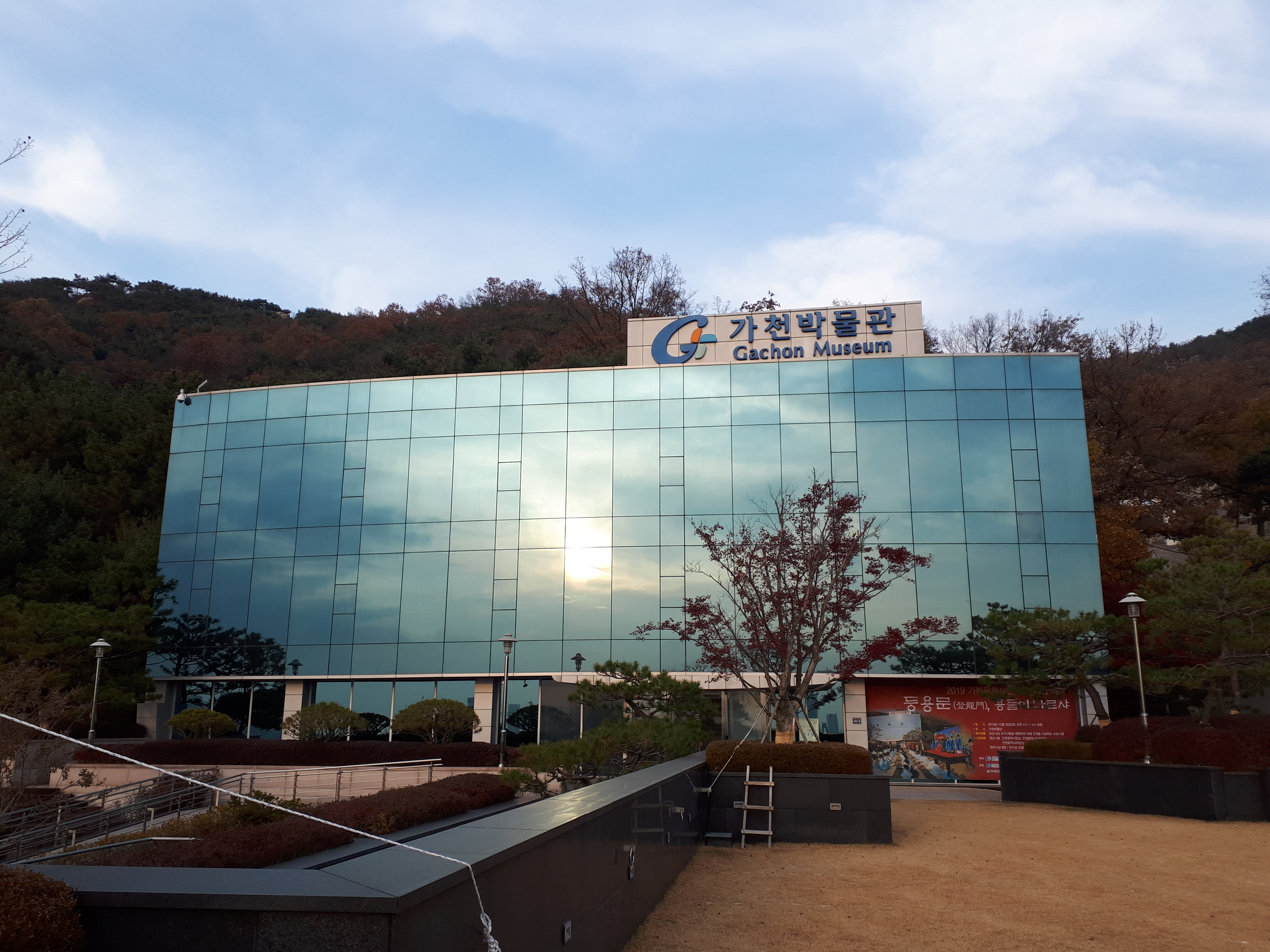
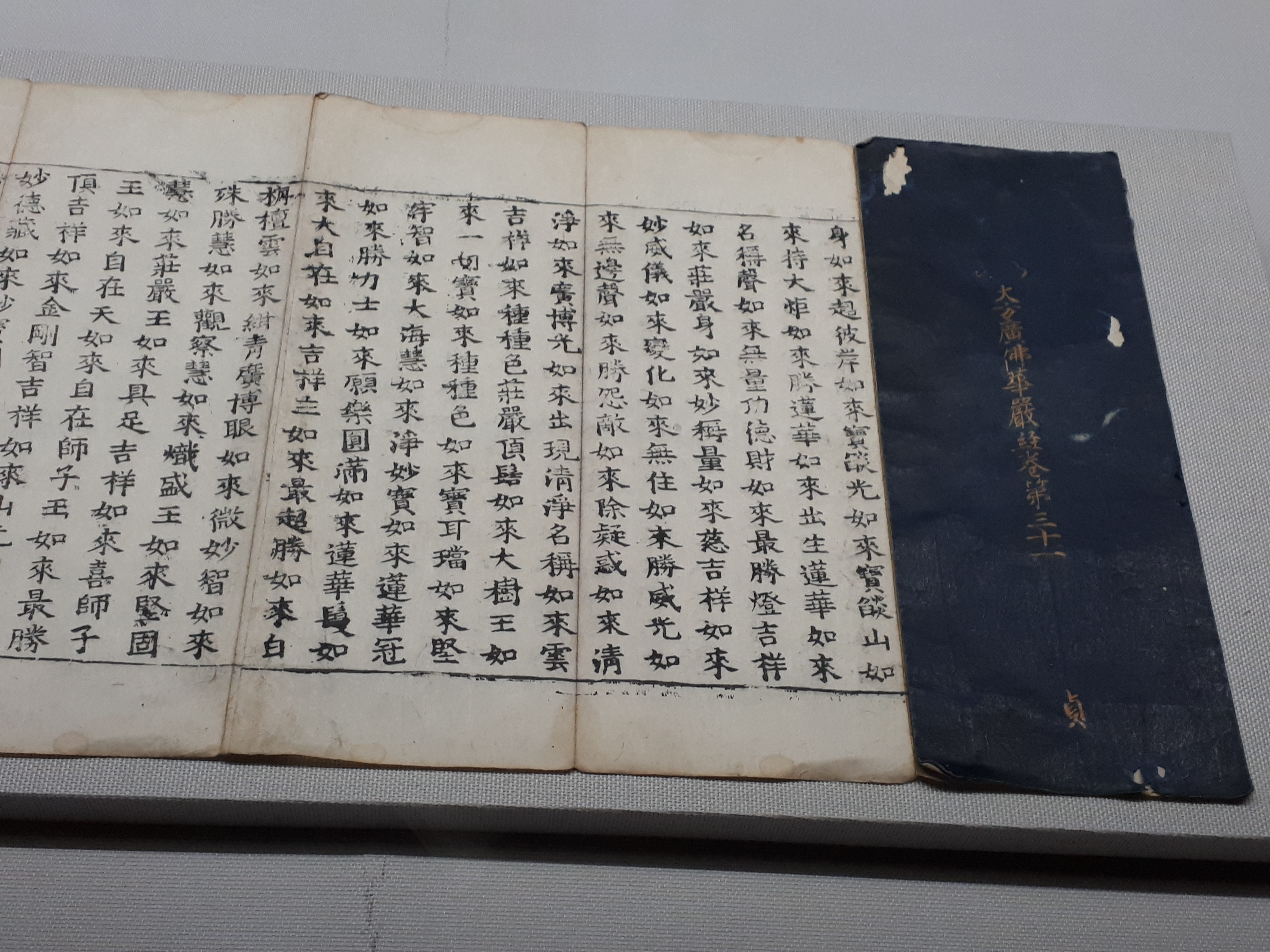
대방광불화엄경 정원본 권31
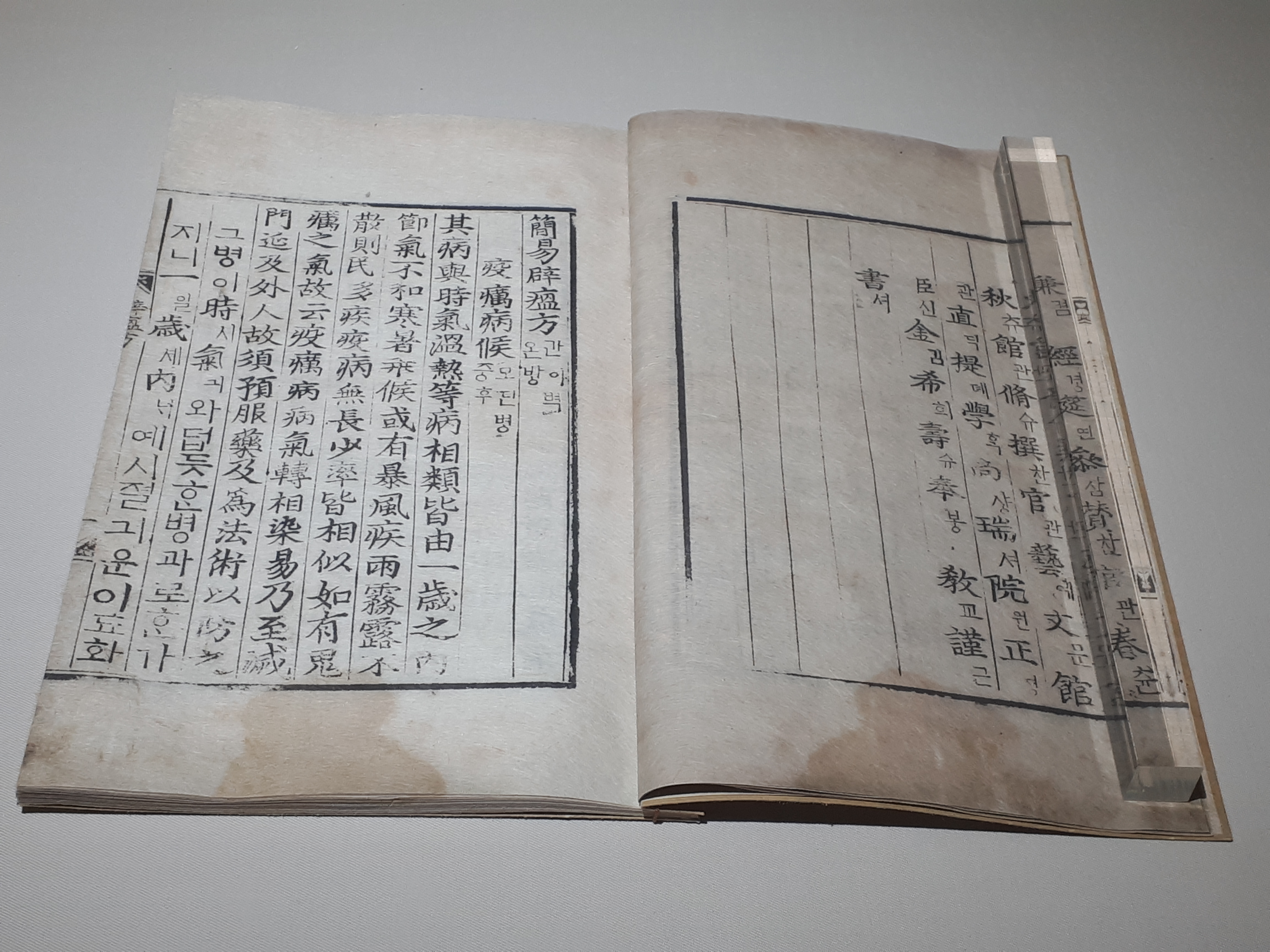
간이벽온방
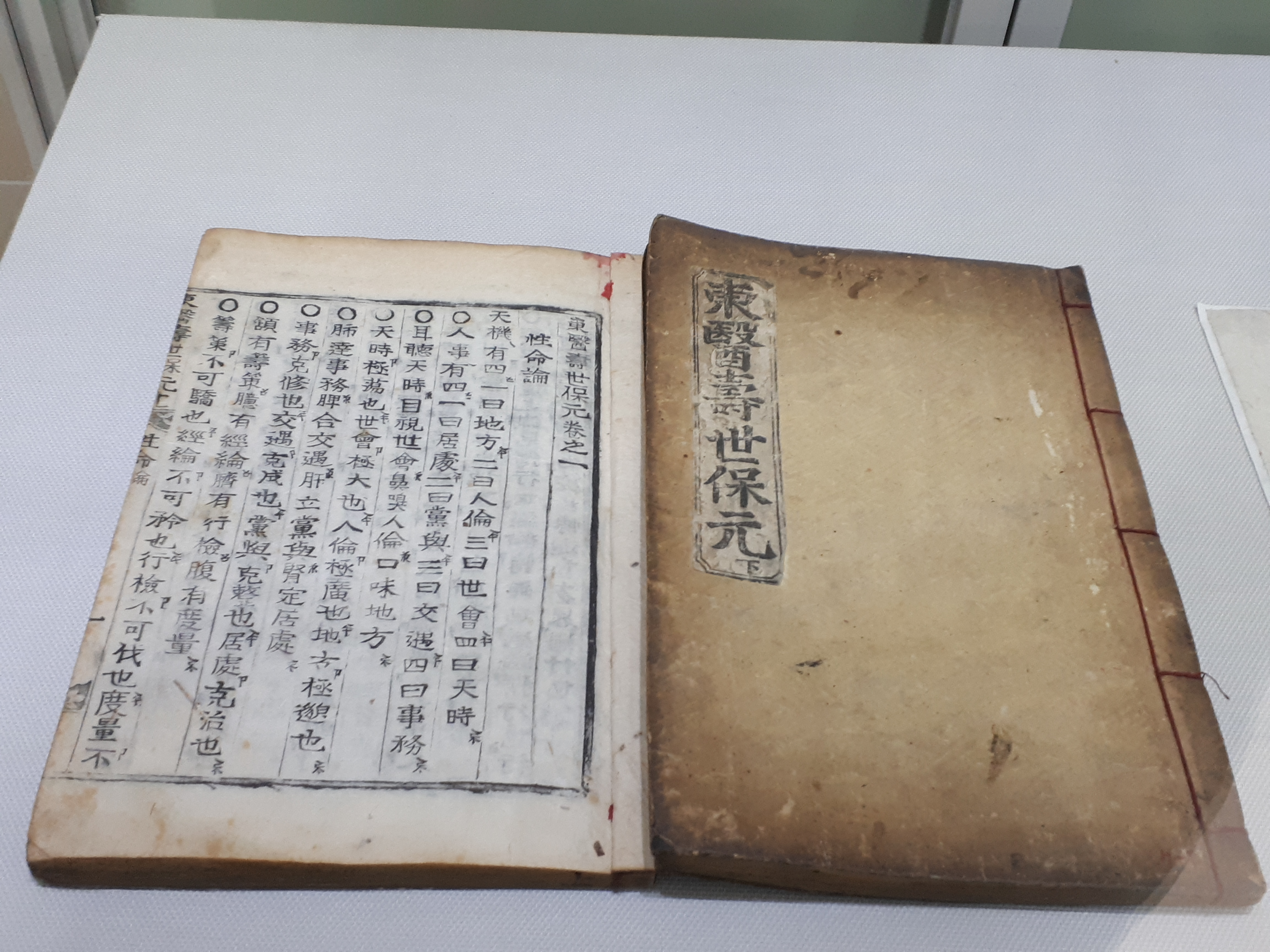
동의수세보원
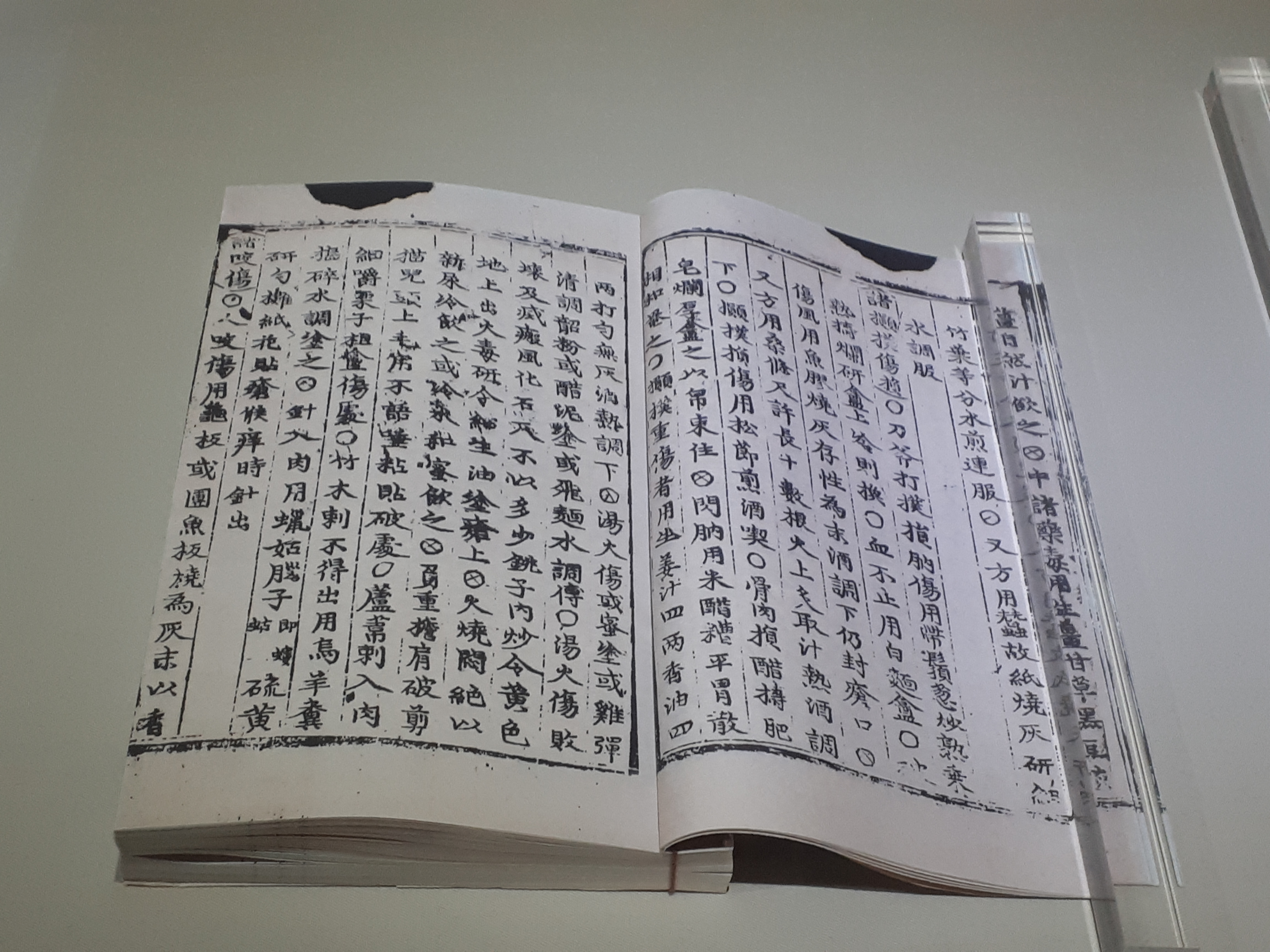
산거사요
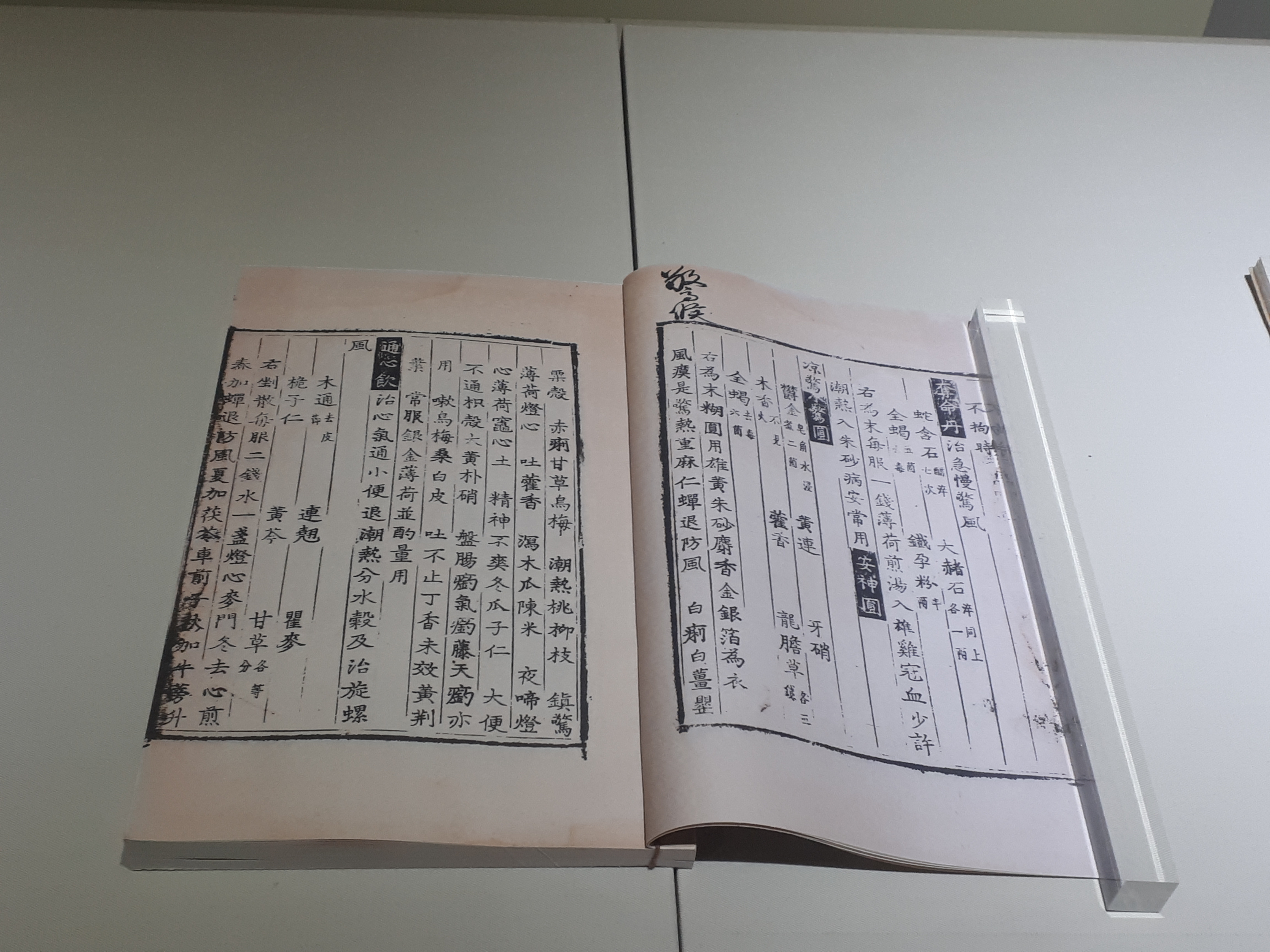
세의득효방 권10~11
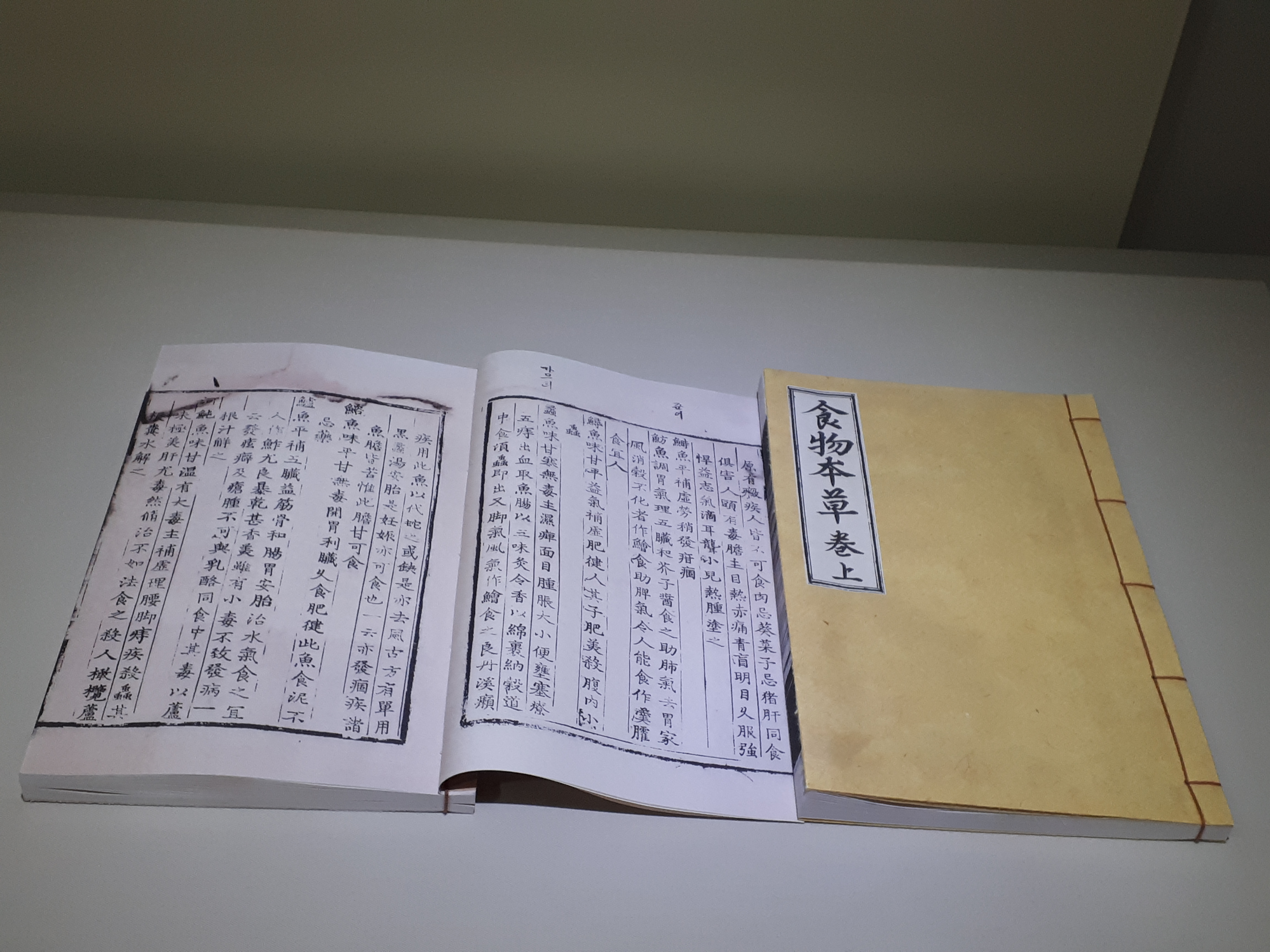
식물본초
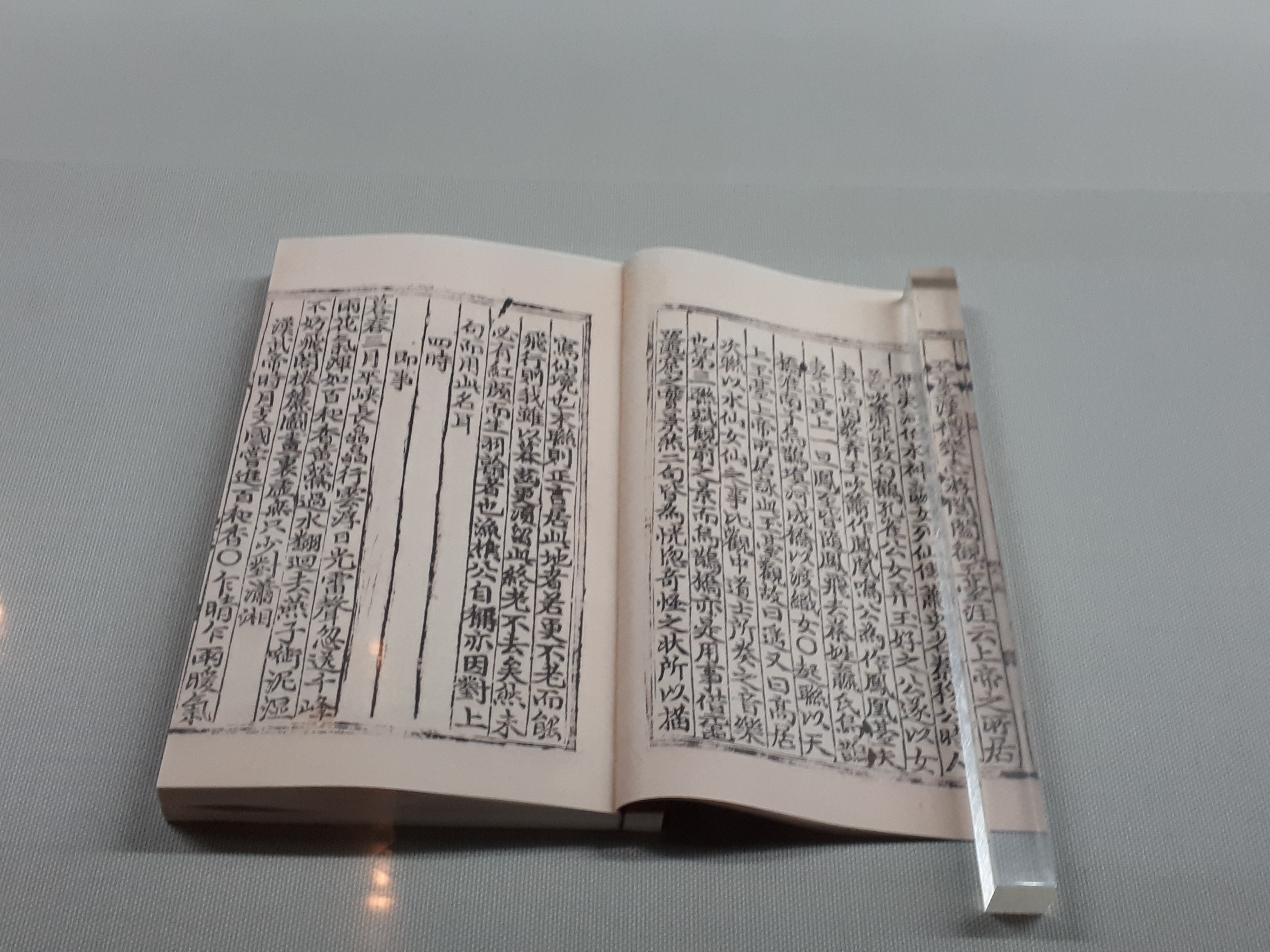
우주두율
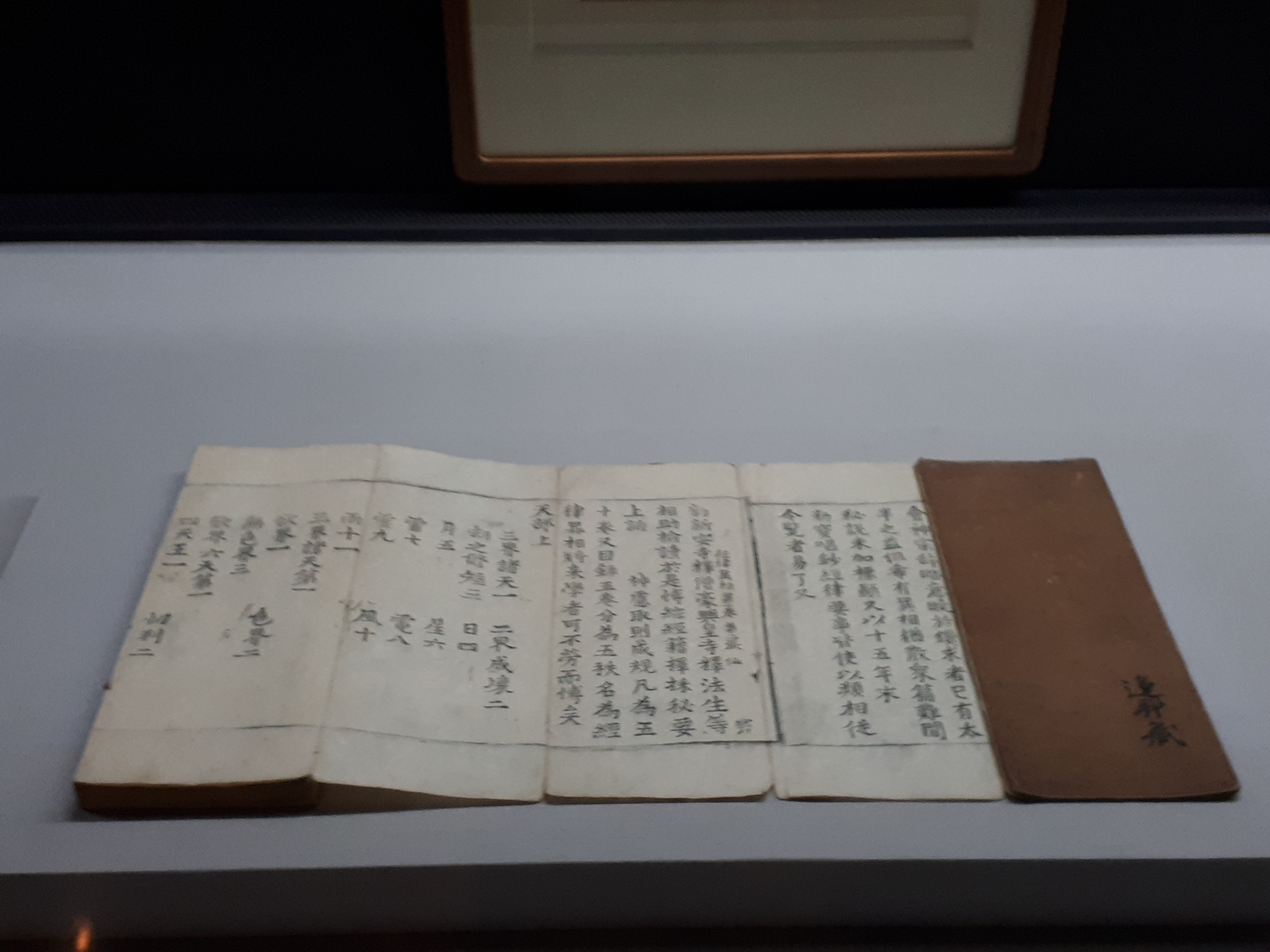
재조본 경률이상 권1
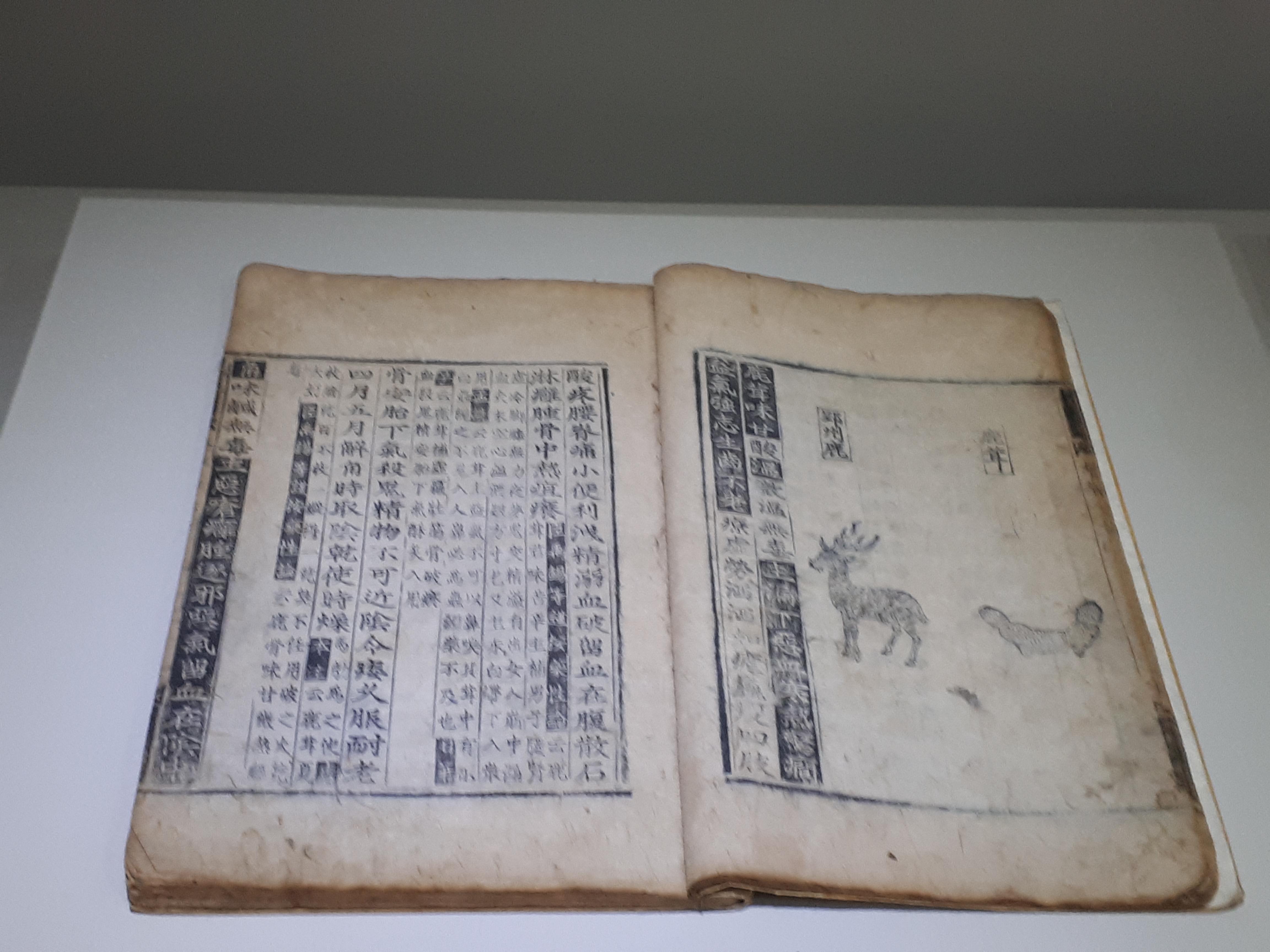
중수정화경사증류비용본초 권17
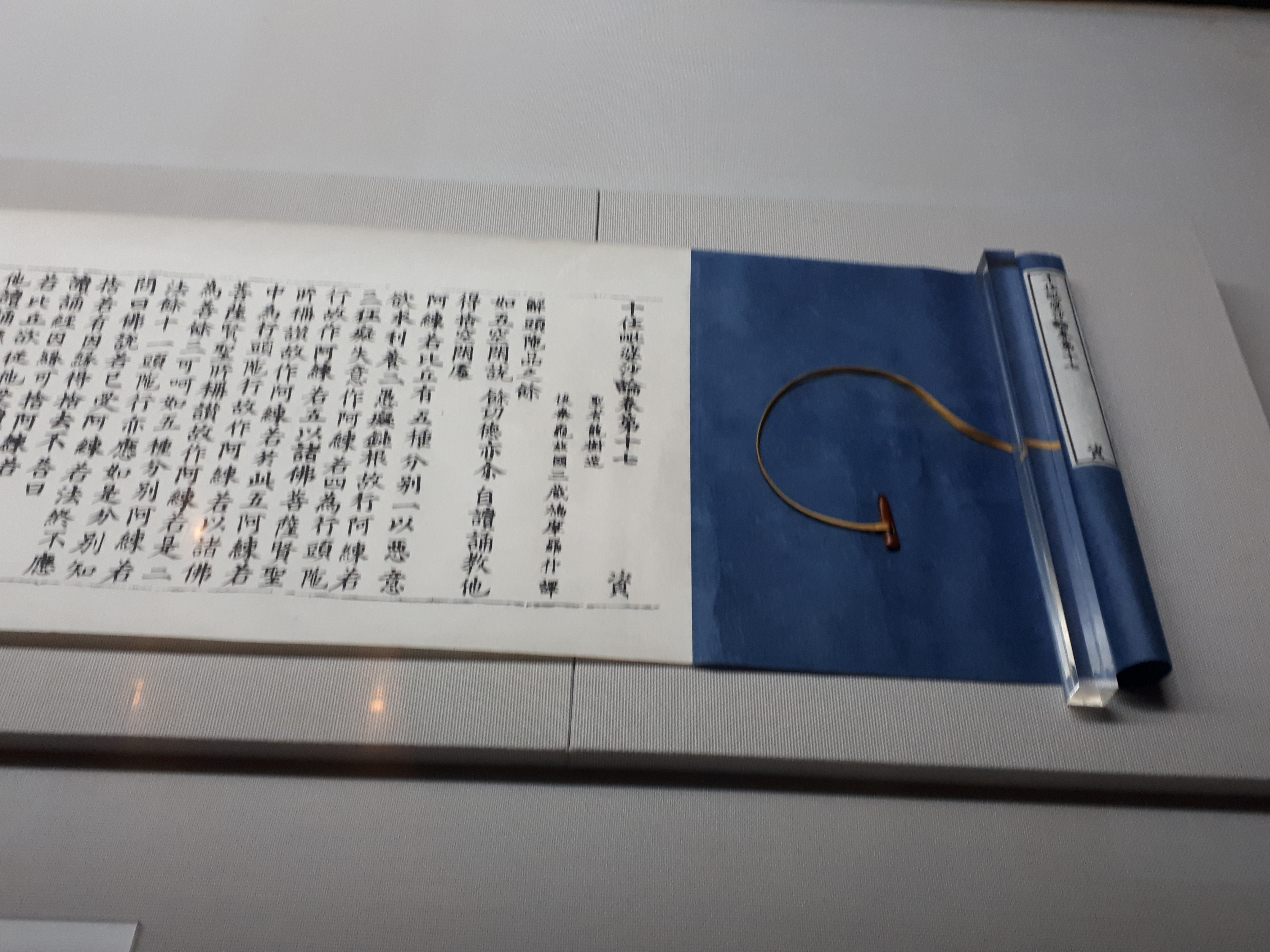
초조본 십주비바사론 권17
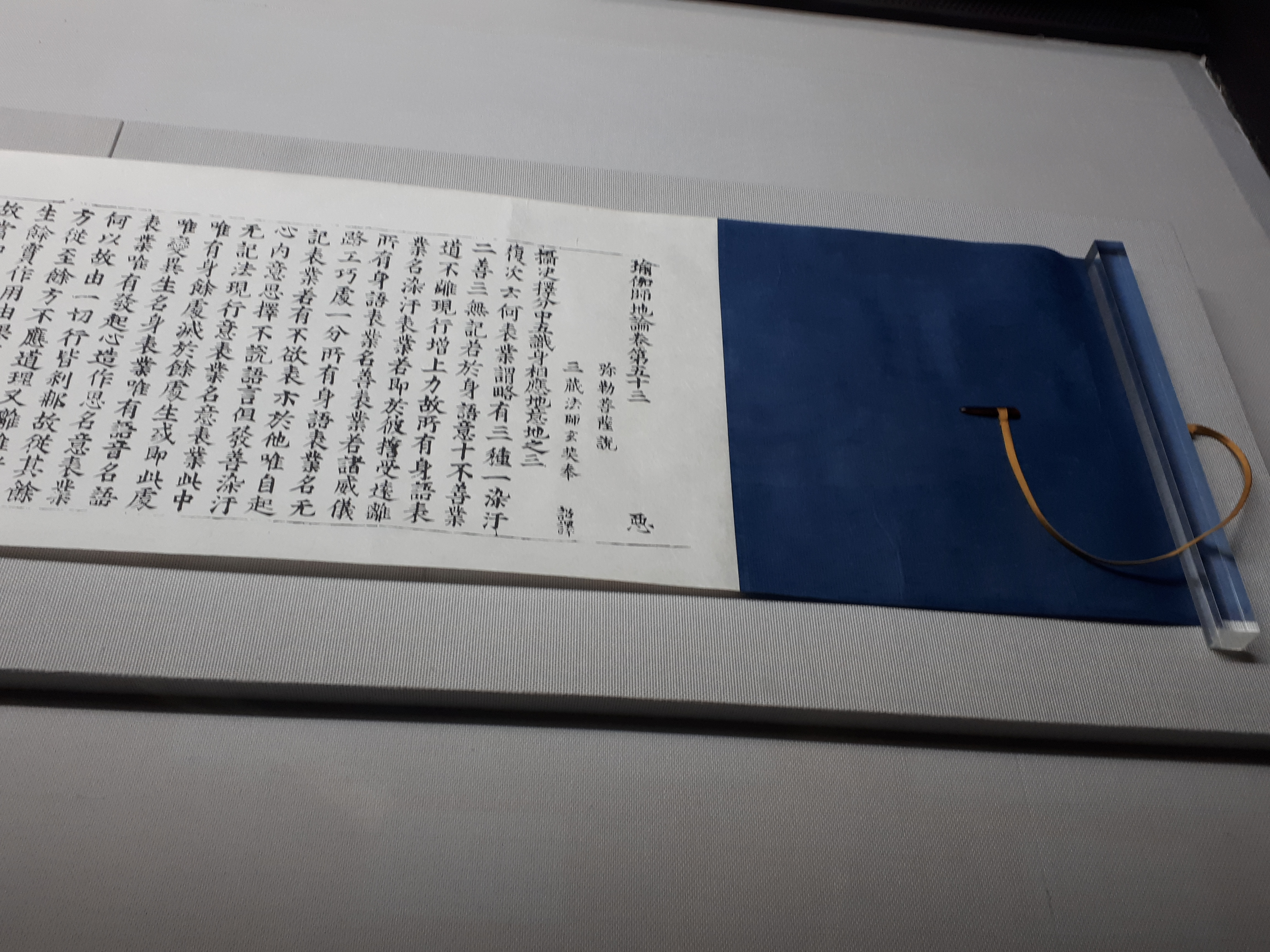
초조본 유가사지론 권53
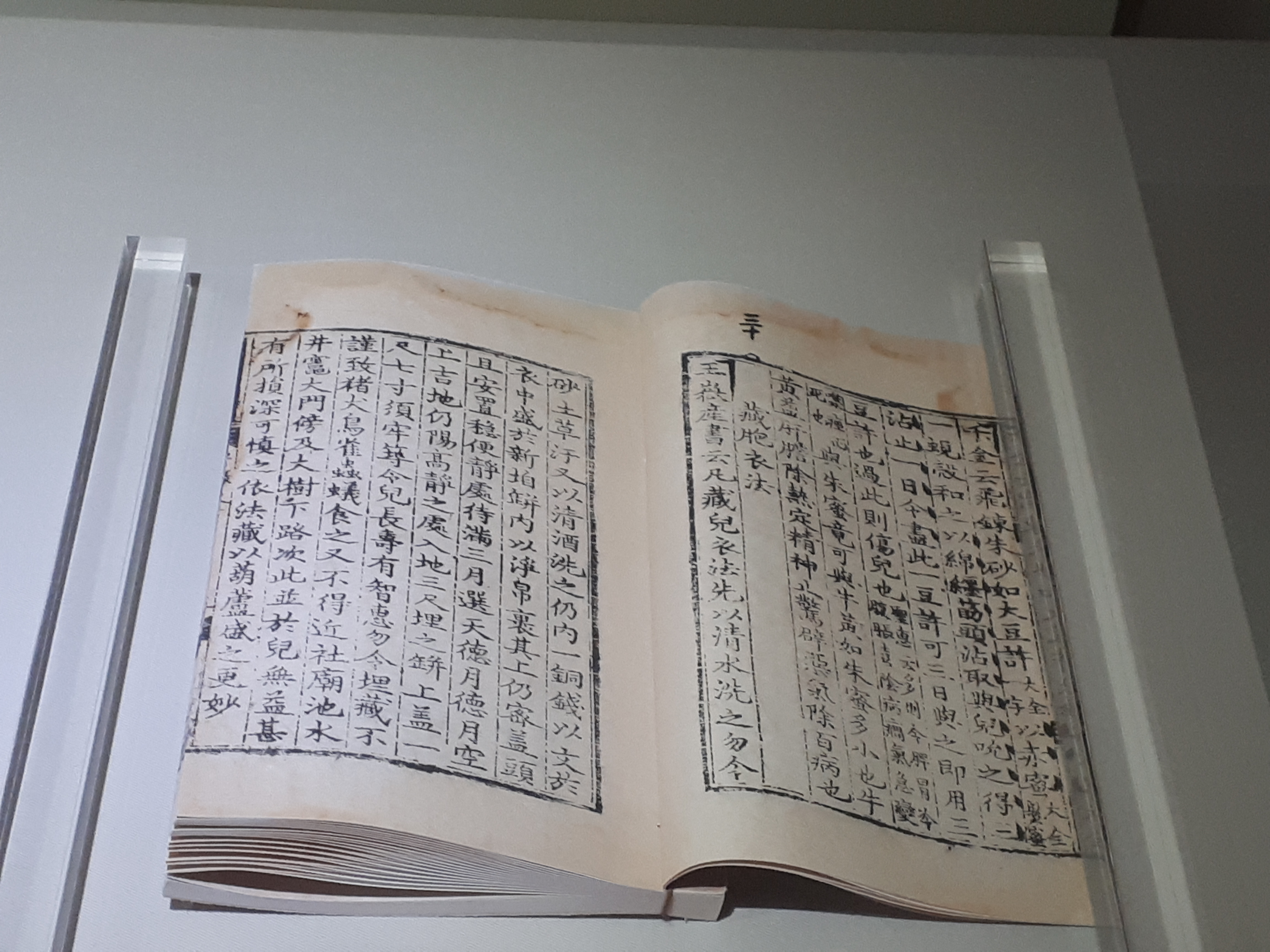
태산요록
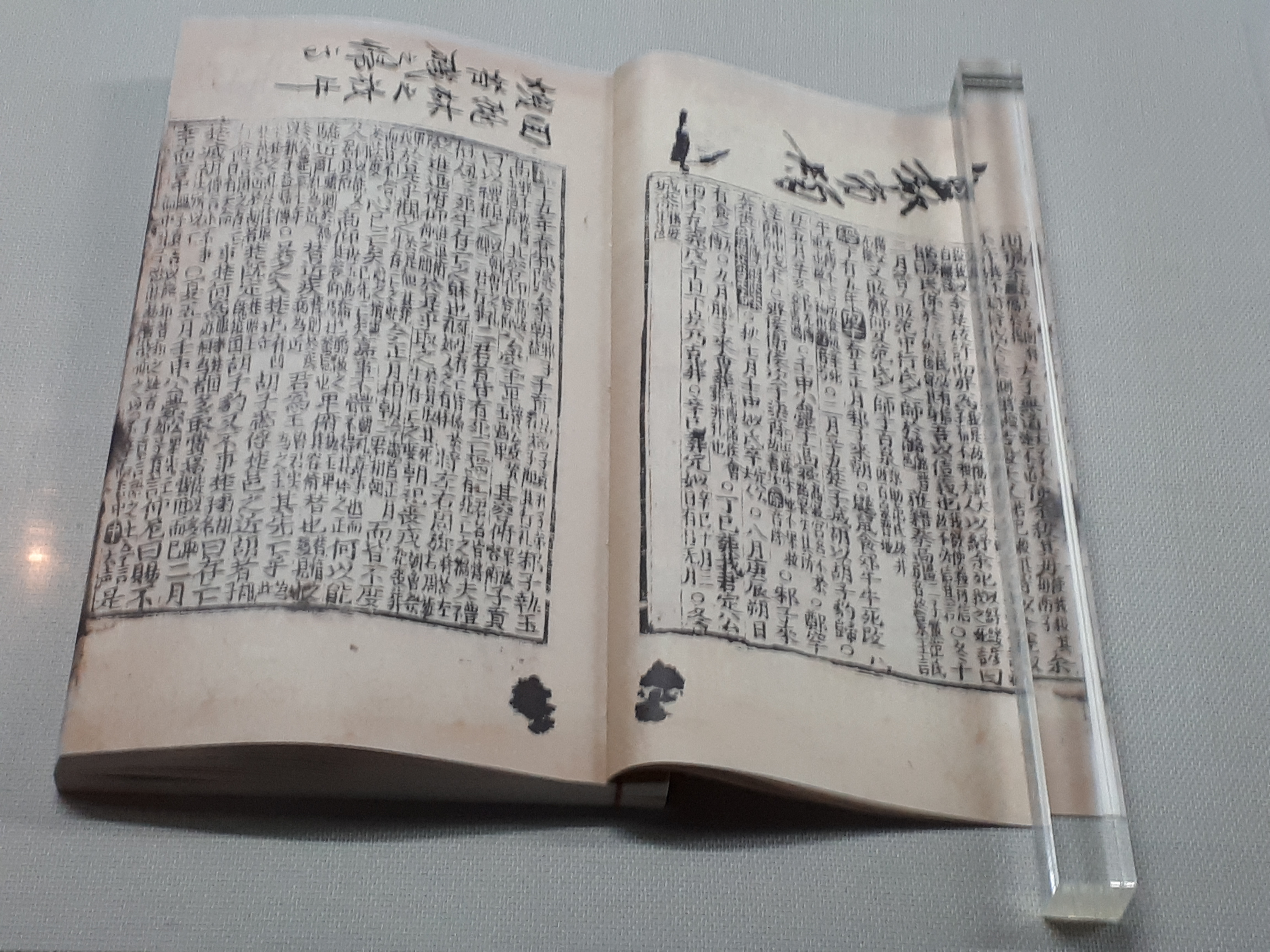
춘추경좌씨전구해 권 제60∼70
효경 (인천광역시 유형문화재 제64호)

## 같이 보기
- 대한민국의 박물관과 미술관 목록